# Anomalistische Periode
Die anomalistische Periode ist jene Zeitspanne, die ein Himmelskörper auf seiner Umlaufbahn benötigt, um das Perizentrum erneut zu passieren.

## Grundlagen
In der Keplerschen Ellipsentheorie bezeichnet die wahre Anomalie einen Winkel, mit dem die Lage des umlaufenden Objekts zum Perizentrum seiner Bahn ins Verhältnis gesetzt wird. Gemessen wird dieser Winkel in einem der beiden Brennpunkte der Ellipse, dem Schwerezentrum. Beim geringsten Abstand zum Schwerezentrum, der Periapsisdistanz, liegen das Objekt, der schwerpunktnächste Bahnpunkt (die Periapsis) und das Schwerezentrum auf einer Linie, der Apsidenlinie, und bilden so einen Winkel von 0°. Die Zeitspanne, bis das Objekt auf seinem Umlauf – den schwerpunktfernsten Bahnpunkt (die Apoapsis) bei 180° durchlaufend – mit einem Bahnwinkel von 360° seine Stellung in der Periapsis wieder erreicht, wird daher anomalistische Periode genannt.
Die anomalistische Periodendauer ist ein Bahnelement der klassischen Bahnbestimmung und wird im Allgemeinen mit T (für time) oder auch P (für Periode) bezeichnet. Aus dieser Periode lassen sich Anomalien (Bahnwinkel) errechnen, als bahnbezogenes Maß ist es für alle himmelsmechanischen Berechnungen (Ephemeridenrechnung) grundlegend. Infolge von langfristigen Verlagerungen des Perizentrums durch Apsidendrehung unterscheidet sich die anomalistische von der siderischen Periode. Beide werden auch als Bahnperiode bezeichnet.
Die anomalistische Bahnperiode ergibt sich aus dem dritten Keplergesetz unter Zuhilfenahme des Gravitationsgesetzes zu: 
{\displaystyle T={\sqrt {\frac {a^{3}4\pi ^{2}}{G(M+m)}}}}
für hinreichend vernachlässigbare Masse des Trabanten gegenüber seinem Zentralkörper, als Zweikörperproblem ohne Bahnstörungen, mit: 
G: Gravitationskonstante
a: große Halbachse der elliptischen Keplerbahn
M: Masse des Zentralobjekts (in dem Falle das Schwerezentrum)
m: Masse des Trabanten
Die Formel beschreibt allerdings nur einen Idealfall, wegen der Bahnstörungen durch andere Himmelskörper, wie sie in einem Mehrkörpersystem auftreten. Aus einer aufwändigeren Störungsrechnung ergibt sich eine Bahnperiode als oskulierendes Bahnelement.

## Tabelle: Anomalistische Perioden im Sonnensystem
In der nachfolgenden Tabelle sind jeweils die mittlere anomalistische Periodendauer, die mittlere Bahngeschwindigkeit und die große Halbachse einer elliptischen Bahn für die Planeten des Sonnensystems angegeben, des Weiteren für einen Körper im Asteroidengürtel (Ceres) und darüber hinaus für zwei transneptunische Objekte (Quaoar und Sedna) außer Pluto.
| Objekt m | Bahnperiode T     | mittlere Bahn- geschwindigkeit v | große Halbachse |
| Merkur   | 087,97 Tage IÄ    | 47,87 km/s                       | 0,387 AE        |
| Venus    | 0224,70 Tage IÄ   | 35,02 km/s                       | 0,723 AE        |
| Erde E1  | 0365,26 Tage      | 29,78 km/s                       | 1,000 AE        |
| Mars     | 0686,98 Tage IÄ   | 24,14 km/s                       | 1,524 AE        |
| Ceres    | 04,600 Jahre      | 17,91 km/s                       | 2,767 AE        |
| Jupiter  | 011,869 Jahre     | 13,07 km/s                       | 5,203 AE        |
| Saturn   | 029,628 Jahre     | 9,67 km/s                        | 9,583 AE        |
| Uranus   | 084,665 Jahre     | 6,84 km/s                        | 19,201 AE       |
| Neptun   | 0165,490 Jahre NP | 5,48 km/s                        | 30,070 AE       |
| Pluto    | 0247,70 Jahre NP  | 4,75 km/s                        | 39,482 AE       |
| Quaoar   | 0~285,970 Jahre   | 4,52 km/s                        | 45,563 AE       |
| Sedna    | ~10040 0 Jahre    | 1,36 km/s                        | ~4880 AE        |

IÄ Die synodischen Umlaufzeiten bei Mond, Merkur, Venus sind deutlich länger, ab Mars und den äußeren Planeten – der Ausdruck „innen/außen“ bezieht sich auf den Asteroidengürtel, nicht die Erde – hingegen zunehmend kürzer (zu Erläuterungen siehe synodische Umlaufzeit)
E1 Ausführlicher zur Bahnperiode der Erde siehe Erdbahn
NP Die Bahnperioden von Neptun und Pluto sind so lang, dass die moderne Astronomie sie noch nicht vollständig erfasst hat. Die angegebenen Werte beruhen auf Planetentheorien (wie der VSOP 87), die in Modellrechnungen dann sinnvolle Ergebnisse liefern. Die Bestätigung durch Messung steht aber noch aus. Am 11. April 2009 hat Neptun seine erste vollständig beobachtete Periode vollendet.
Da die Perizentren der Planeten sich während eines Umlaufs nur minimal verschieben, ist die Differenz zwischen anomalistischer und siderischer Umlaufzeit in der hier angegebenen Genauigkeit vernachlässigbar.
Dagegen führt die Apsidendrehung beim Umlauf des Erdmondes um die Erde zu deutlicheren Unterschieden (anomalistische Periode: 27,55 Tage; siderische Periode: 27,32 Tage). Ein anomalistischer Monat ist die mittlere Zeitspanne zwischen zwei aufeinanderfolgenden Durchgängen des Mondes auf seiner Bahn durch das Perigäum. Davon zu unterscheiden ist ein siderischer Monat und daneben ein synodischer Monat (synodische Periode: 29,53 Tage).
Die Sonne, und mit ihr das Sonnensystem, bewegt sich in rund 230 Millionen Jahren um das galaktische Zentrum der Milchstraße, mit etwa 220 km/s. Die Geschwindigkeit der Sonne relativ zu den Nachbarsternen in Richtung des Sonnenapex beträgt 19,7 km/s, die Relativgeschwindigkeit der lokalen Gruppe der nahen Galaxien im Bezug zum Virgo-Superhaufen beträgt etwa 1000 km/s.